# Elachista biatomella
Elachista biatomella — вид лускокрилих комах родини злакових молей-мінерів (Elachistidae).

## Поширення
Вид поширений у більшій частині Європи. Трапляється в Україні.

## Опис
Розмах крил становить близько 7-9 мм. Голова блідо-сіра, обличчя білувате. Крила білуваті з чорними плямами, що оточені білими ділянками. Задні крила сірі. Личинка жовтувата; голова коричнева з двома блідо-коричневими плямами.

## Спосіб життя
Метелики літають з травня по вересень. Личинки живляться листям осоки гострої (Carex acuta) і осоки слабкої (Carex flacca), мінуючи його. Шахта починається з пазухи листя і піднімається у вигляді вузького коридору з тонкою лінією з фрасу. Через 20–30 міліметрів напрямок міни змінюється, в результаті чого з'являється подовжена і злегка надута пляма. Личинки регулярно звільняють шахту і починають в іншому місці. Заляльковування відбувається поза шахтою.